# Горбань з Нотр-Даму 2
«Горбань з Нотр-Даму 2» (англ. The Hunchback of Notre Dame II) — американський анімаційний музичний фільм 2002 року режисера Бредлі Реймонда. Це сиквел анімаційного повнометражного фільму «Disney» 1996 року «Горбань з Нотр-Даму», який вийшов відразу на відео. Фільм був спродюсований японським офісом студії «Walt Disney Animation» та «Walt Disney Television Animation», а його розповсюдженням займалися «Walt Disney Studios Home Entertainment». Багато акторів з оригінального фільму повторюють свої ролі, з додаванням нових персонажів, зіграних Дженніфер Лав Г'юїтт, Майклом МакКіном та Гейлі Джоелом Осментом. Критичний прийом був в основному негативним.

## Ролі озвучували
| Персонаж   | Оригінал | Український дубляж |
| ---------- | -------- | ------------------ |
| Гюґо       |          | Сергій Солопай     |
| Мадлен     |          | Олена Борозенець   |
| Квазімодо  |          | Роман Молодій      |
| Клопен     |          | Павло Скороходько  |
| Віктор     |          | Євген Сінчуков     |
| Феб        |          | Дмитро Гаврилов    |
| Саруш      |          | Андрій Мостренко   |
| Есмеральда |          | Юлія Перенчук      |
| Зефір      |          | Єгор Орлов         |
| Лаверн     |          | Наталія Сумська    |

## Прийняття
Агрегатор рецензій вебсайт «Rotten Tomatoes» повідомив, що 22% критиків дали фільму позитивну оцінку на основі 9 рецензій із середньою оцінкою 4/10.
«DVDactive» сказали, що це була «незвичайно несмачна продукція», зазначивши, що «персонажі трохи не відповідають моделям, їх рухи неприродні, оптичні зуми використовуються замість анімованих рухів камери, цикли анімації використовуються занадто часто, а намальовані відблиски плавають між кадрами». Вони порівняли його з телешоу компанії, додавши, що він виглядає «дешевим», «старим» та «жахливим». Насамкінець вони сказали, що «він милостиво короткий — менше години без титрів». «Hi-Def Digest» сказали: «Немає сенсу витрачати час на перегляд цього посереднього продовження і без того посереднього фільму», оцінивши його в 1,5 зірки. «PopMatters» зазначають, що «"Горбань з Нотр-Даму 2" одночасно і звертається, і знецінює нотки меланхолії попереднього фільму, оскільки він починає шукати для Квазімодо романтичну партнерку». У «DVD Talk» говориться, що «історія... якимось чином розтягує те, що колись могло бути 12-хвилинним уривком зі "Смурфиків", до більш ніж години», і робиться висновок, що «вся ця історія залишає жахливе відчуття здирництва грошей».